# 長鼐
長鼐（穆麟德轉寫：cangnai；？—1722年），中國清朝官員，赫舍里氏，滿洲正白旗人。
康熙五十六年（1717年），接替赫壽擔任兩江總督。康熙六十一年（1722年）卒于任内。